# Torrelaguna
Torrelaguna – miasto w Hiszpanii we wspólnocie autonomicznej Madryt, leżące przy autostradzie , na północ od Madrytu. W pobliżu miasteczka rzeka Lozoya uchodzi do Jaramy. Gospodarka miasta oparta jest na rolnictwie, leśnictwie oraz sektorze usług w zakresie rolnictwa, istnieje tu kilka niewielkich fabryk oraz małych i średnich przedsiębiorstw.